# PPSSPP
PPSSPP — эмулятор портативной игровой консоли PSP. Выпуск программы состоялся 1 ноября 2012 года. PPSSPP распространяется по лицензии GPL v2. Любой желающий может внести свои улучшения в код. Исходный код находится на Github странице PPSSPP, используя Git систему управления кодом.
Эмулятор поразительно быстро (примерно за год) развился с начальной, ничего не умеющей версии - до версии уже способной запускать коммерческие игры. Во многом такой быстрый прогресс объясняется тем, что автор писал код с оглядкой на уже существовавший на тот момент jpcsp.
PPSSPP может запускать игры с образов, находящихся на жёстком диске. Программа запускает практически все игры для PSP. Написан на C++. Эмулятор способен оптимизировать инструкции от процессора PSP для процессоров на архитектурах x86, x64 и ARM, используя рекомпиляторы JIT (dynarecs).

## Системные требования
| Системные требования |                                        |                                     |
| Характеристика       | Минимальные требования                 | Рекомендуемые требования            |
| Процессор            | Intel Pentium D 1.8Ггц / ARMv6 600Мгц  | Intel Core i5 2.8Ггц / ARMv7 1.8Ггц |
| ОЗУ                  | 2Гб / 512Мб                            | 4Гб / 1Гб                           |
| Видеокарта           | с поддержкой OpenGL 3.0 / GLES 2.0     | с поддержкой OpenGL 4.0 / GLES 3.0  |
| ОС                   | Windows XP / GNU/Linux / Android 2.3.5 | Windows 7 / GNU/Linux / Android 4.0 |